# 水上公園
水上公園（すいじょうこうえん）は栃木県宇都宮市錦三丁目にある公園である。公園の種別は地区公園。

## 概要
1964年の開設時から、2011年までは水上公園プールとして市民に親しまれていたが、東日本大震災で被災し、施設の老朽化に加え、学校や公共施設のプールも充実していたことから、2012年3月にプールは廃止された。
2019年より、田川を挟んで隣接する「にしき西児童公園」と一体で多目的広場やちびっこ広場など年代別の遊具を備えた公園として再整備工事すると公表された。名称は水上公園のままで変更しない。再整備工事が完了し2021年8月12日10:00より一般開放された。

## 年表
- 1956年10月16日 - 都市計画公園として計画決定（宇都宮都市計画公園4・3・005号）[1]
- 1964年10月15日 - 開園[4]
- 1981年11月6日 - 都市計画公園の計画変更[1]
- 2011年3月11日 - 東日本大震災により被災
- 2012年3月 - 廃止[5]
- 2019年 - 再整備に向け設計と工事着手
- 2021年
  - 8月10日 - 再整備工事が完了し報道機関向け公開[3]
  - 8月12日 - 午前10時より一般開放開始。噴水は新型コロナウイルス感染症拡大防止のため、8月末まで休止される。

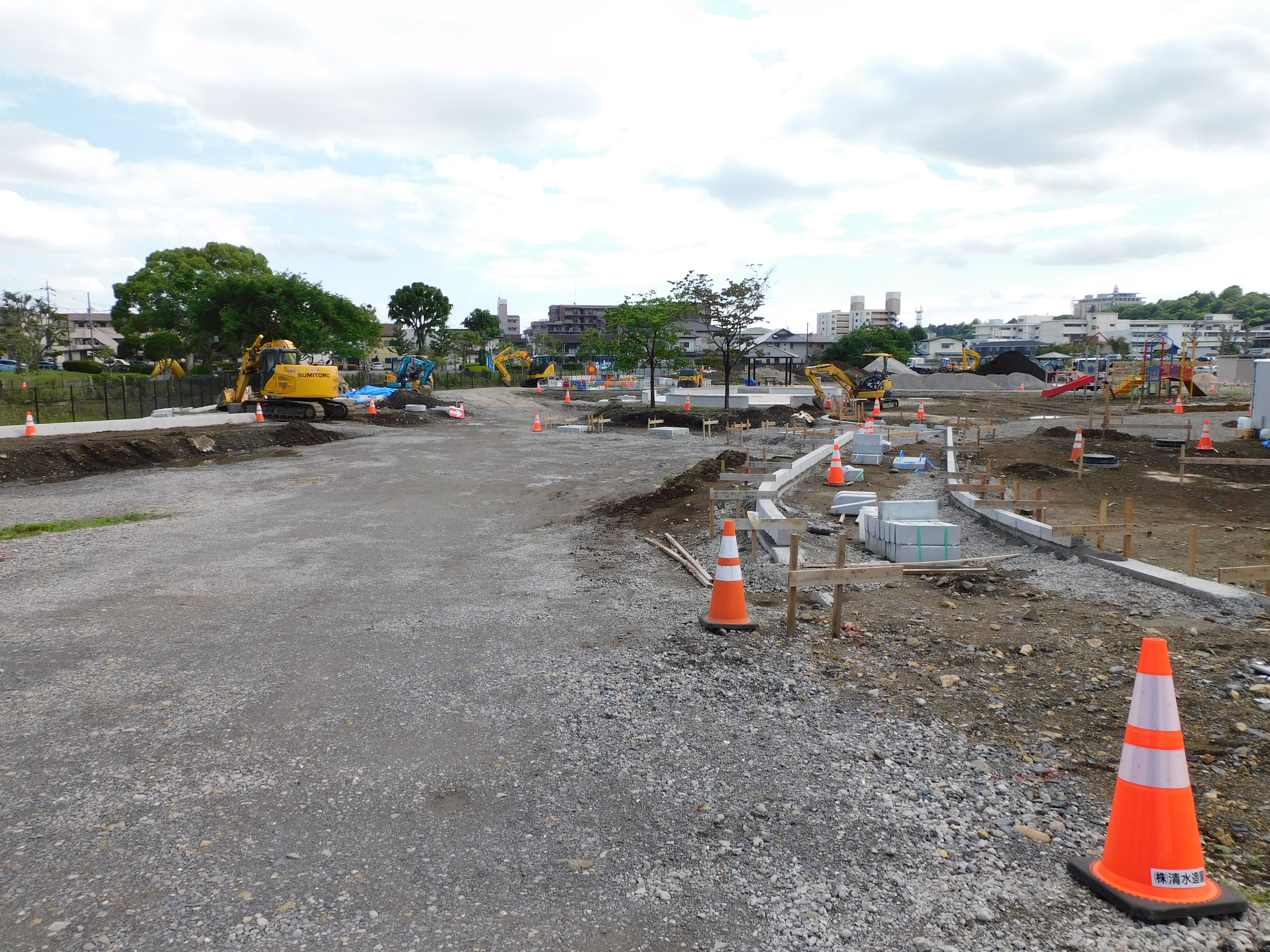
再整備工事の様子（2021年5月）
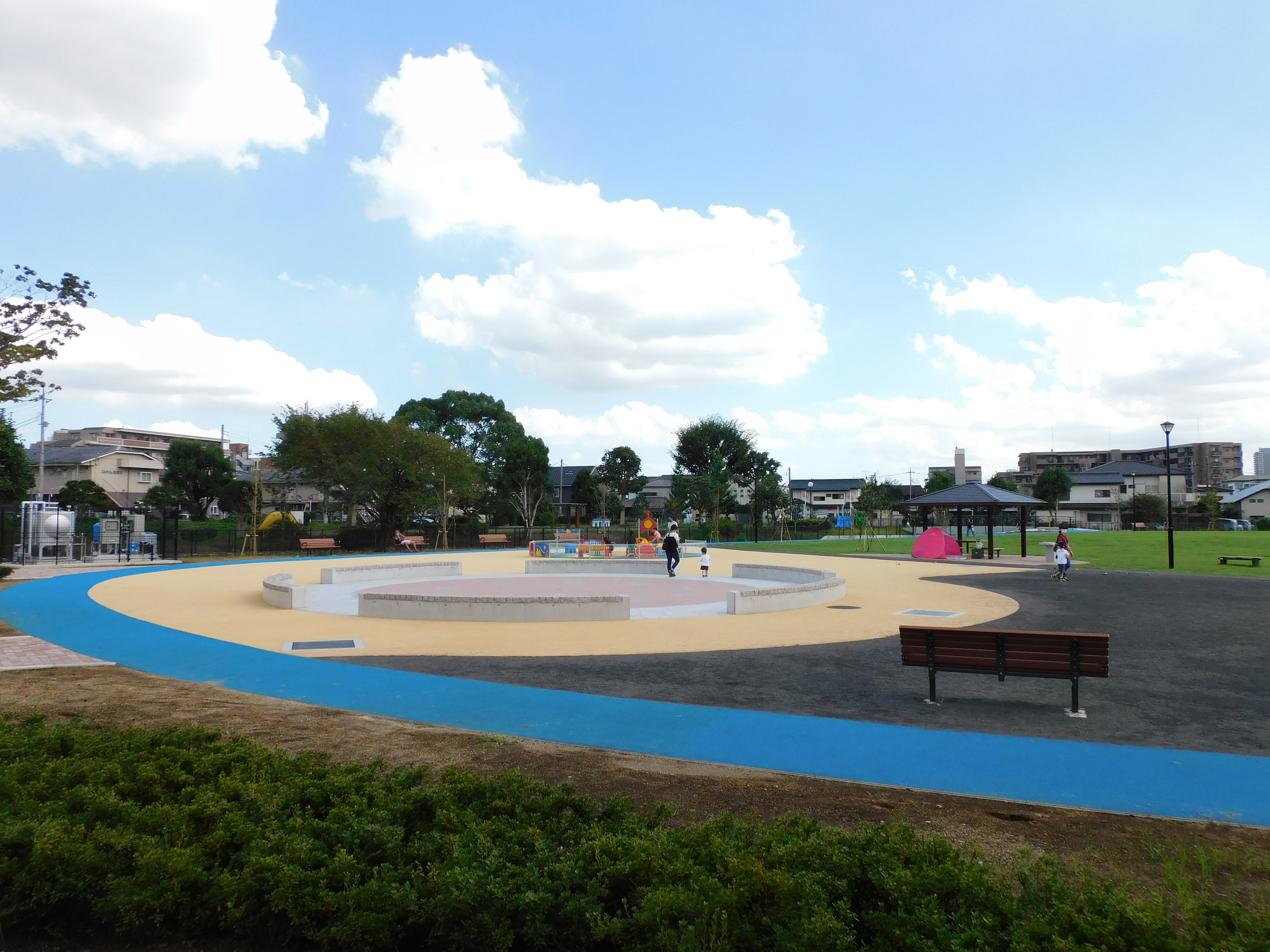
再開園後（2021年8月）

## 施設
撤去済
50mプール、子どもプール、幼児プールなどを備えていた
再整備後
公園は、上から見ると黄ぶなの形をしている。
- 噴水（7月17日 - 9月5日に稼働予定）
- 健康遊具
- トイレ
  - 災害時に利用可能なマンホールトイレもある[6]。
- ベンチ（災害時はかまどとして利用可能）[3][6]
- 雨水貯留施設（地下）[6]

## アクセス
- JR宇都宮駅より関東バス竹林経由富士見が丘団地行で「河内庁舎正門前」下車すぐ